# Ауки
Ауки (англ. Auki) — город, административный центр провинции Малаита на Соломоновых Островах. Расположен на северо-западном побережье провинции. Связан с Хониарой ежедневными авиарейсами, а также регулярным морским сообщением.
Город обеспечен электричеством и имеет автодорогу длиной 11 км, ведущую к аэропорту. Экономика Ауки базируется на сельском хозяйстве, включающем выращивание фруктов и овощей, а также на рыболовстве. Свежую рыбу можно приобрести на местном рынке, расположенном вблизи главной пристани.

Религиозная жизнь города представлена 42 приходами англиканской церкви, которыми руководит епископ Малаиты Сэм Саху.